# The Debt Collector (película)
The Debt Collector (conocida en España como La Deuda) es una película de acción y comedia de 2018, dirigida por Jesse V. Johnson, que a su vez la escribió junto a Stu Small, musicalizada por Sean Murray, en la fotografía estuvo Jonathan Hall y los protagonistas son Scott Adkins, Louis Mandylor y Vladimir Kulich, entre otros. El filme fue realizado por Tarzana Productions, Cohesive Entertainment Group (CEG) y Compound B, se estrenó el 6 de mayo de 2018.

## Sinopsis
Un artista marcial arranca a trabajar como recaudador de deudas de la mafia. Su tarea aparenta ser bastante sencilla, hasta que un cliente lo lleva a una realidad más intensa de lo que nunca hubiera previsto.